# (34212) 2000 QZ68
(34212) 2000 QZ68 est un astéroïde de la ceinture principale d'astéroïdes découvert en 2000.

## Description
(34212) 2000 QZ68 a été découvert le 28 août 2000 à l'observatoire Palomar, situé au nord de San Diego en Californie, par John Broughton.

### Caractéristiques orbitales
L'orbite de cet astéroïde est caractérisée par un demi-grand axe de 2,78 ua, un périhélie de 2,54 ua, une excentricité de 0,09 et une inclinaison de 2,92° par rapport à l'écliptique. Du fait de ces caractéristiques, à savoir un demi-grand axe compris entre 2 et 3,2 ua et un périhélie supérieur à 1,666 ua, il est classé, selon la JPL Small-Body Database, comme objet de la ceinture principale d'astéroïdes.

### Caractéristiques physiques
(34212) 2000 QZ68 a une magnitude absolue (H) de 14,4 et un albédo estimé à 0,180.